# Mord rytualny (obraz)
Mord rytualny – obraz olejny Karola de Prevot (ok. 1670–1737) należący do cyklu „Martyrologium Romanum”. Przedstawia mord rytualny dokonywany przez Żydów. Jest eksponowany w katedrze sandomierskiej na jednej ze ścian naw bocznych wraz z objaśniającą tablicą. Został namalowany w pierwszej połowie XVIII wieku na zlecenie miejscowego proboszcza Stefana Żuchowskiego (1666–1716), zagorzałego antysemity.

## Geneza
W XVII wieku i pierwszej połowie XVIII Sandomierz stał się miejscem konfliktów katolików z Żydami. W 1628 roku oskarżono starozakonnych o spowodowanie śmierci syna miejscowego aptekarza. Mieli oni porwać dziecko, wytoczyć z niego krew, następnie porąbać jego ciało i dać jeść psom. Pomimo wszczęcia śledztwa oskarżeni Żydzi nie zostali skazani.
W roku 1639 doszło do tumultu antyżydowskiego, gdy Krystynę Matysównę oskarżono o sprzedanie miejscowym Żydom hostii. W trakcie potopu szwedzkiego, 2 kwietnia 1656 wymordowano kilkuset Żydów podejrzewanych o współpracę z najeźdźcą. Kolejne konflikty miały miejsce w roku 1675, gdy wytoczono proces o mord rytualny na dziewczynce imieniem Zofia, oraz w 1696, gdy skazano na śmierć kobietę i Żyda za rzekome sprzedanie i profanację hostii.
Następnie sandomierscy Żydzi zostali dwukrotnie oskarżeni o popełnienie mordów rytualnych na chrześcijańskich dzieciach – w roku 1698 oraz 1710.

### 1698
Najpierw w roku 1698, przed Wielkanocą w czasie nowiu, w kaplicy kolegiaty sandomierskiej znaleziono martwe dziecko. Jak ustalono, była to trzyletnia Małgosia, córka Katarzyny Mroczkowicowej. Matce zarzucono morderstwo, gdy ta jednak wyznała, że dziewczynka zmarła śmiercią naturalną na kaszel i kolkę, postanowiono ukarać ją tylko za niepochowanie córki. Rany na ciele dziecka miały powstać już po śmierci na skutek ugryzień szczurów i kotów.
Wówczas ksiądz Żuchowski, doktor prawa i archidiakon, oskarżył w sądzie Katarzynę Mroczkowicową o wydanie córki Aleksandrowi Berkowi, starszemu synagogi sandomierskiej, co spowodowało wznowienie procesu. Przed sądem Mroczkowicowa przyznała się do winy, lecz w trakcie konfrontacji z Berkiem odwołała te zeznania. Ponownie przyznała się do winy dwa dni później. Aleksander Berek zarzucił miastu mistyfikację i zażądał apelacji. Przedstawił też świadków zeznających, że w czasie śmierci dziecka był nieobecny w Sandomierzu.
Oboje oskarżonych poddano torturom. Mroczkowicowa na skutek tortur zeznała, że „w czwartek przed Niedzielą Męki Pańskiej” oddała żywe dziecko Żydowi Berkowi, a torturowany Żyd nie przyznał się do zarzutów. W wyniku procesu oboje zostali skazani na karę śmierci. Ciało Berka po egzekucji poćwiartowano i rozwieszono przy drogach.

### 1710
18 sierpnia 1710 roku w Sandomierzu zamordowano sierotę, kilkuletniego Jerzego Krasnowskiego. Ciało chłopca znaleziono na podwórzu domu miejscowego rabina, Jakuba Herca. Oględziny przeprowadzone na wniosek władz miasta stwierdziły u chłopca szereg obrażeń piersi, głowy, szyi oraz kończyn górnych i dolnych. Rany powstałe na skutek poderżnięcia, pchnięcia oraz nakłucia zadano ostrym narzędziem z dużą znajomością anatomii.
O rytualne morderstwo dziecka oskarżono sandomierskich Żydów, którzy nie przyznali się do winy. Podejrzani, obawiając się o swoje życie, zbiegli do Rakowa, skąd jednak sprowadził ich znany z antysemityzmu proboszcz Żuchowski, który twierdził, że starozakonni mordują chrześcijańskie dzieci, a z ich krwi przygotowują następnie macę na Paschę.
Mimo tortur i strachu przed kolejnymi mękami, oskarżeni długo nie przyznawali się do winy. W trakcie śledztwa torturowany rabin Herc zmarł, a jego syn konwertował na katolicyzm i złożył zeznania obciążające pozostałych oskarżonych. Sprawa zakończyła się w roku 1713 skazaniem trzech Żydów na karę śmierci.

## Historia
W roku 1710 namalowanie obrazu dla katedry, nawiązującego do oskarżeń wobec Żydów w sprawie dwóch wstrząsających Sandomierzem śmierci dzieci z lat 1698 i 1710, zlecił miejscowy proboszcz Stefan Żuchowski. Należy on do serii 16 obrazów „Martyrologium Romanum” – 12 przedstawia różne rodzaje śmierci męczenników chrześcijańskich, a 4 przedstawiają krzywdy doznane przez mieszkańców miasta z ręki obcych. Cykl obrazów Żuchowski zamówił za kwotę 30 tysięcy złotych. „Mord rytualny” miał być ideowym przedstawieniem i utrwaleniem w świadomości społecznej rzekomych rytuałów mordów dokonywanych przez Żydów na chrześcijańskich dzieciach.
Obraz „Mord rytualny” łączy oba sandomierskie morderstwa, a ich sprawstwo przypisuje Żydom. Przedstawia bezbożnych Żydów, którzy toczą na macę krew niemowlęcia wrzuconego do nabitej gwoździami beczki i zbierają ją do mis. Poniżej leżą poćwiartowane członki dzieci, które pożera pies. W lewym górnym rogu nad nagim niemowlęciem pochyla się postać z nożem w dłoni. Kolejna postać w czerwonej szacie kusi następne dziecko, by je porwać na rytualne morderstwo.
Obraz od 2006 roku był zasłonięty na skutek sprzeciwów wspólnot żydowskich, a także niektórych katolików, ponieważ zdaniem protestujących ilustrował fałszywą plotkę powtarzaną w antysemickich broszurach. Został ponownie wyeksponowany 16 stycznia 2014, na dzień przed obchodzonym przez Kościół katolicki Dniem Judaizmu. Wraz z obrazem udostępniono tablicę informującą o bezpodstawności oskarżeń kierowanych przez katolików wobec Żydów. Odsłonięcie obrazu wraz z tablicą informacyjną poparł naczelny rabin Polski Michael Schudrich.
Treść napisu:

Obraz ten przedstawia rzekomy mord rytualny, który miałby być dokonany przez sandomierskich Żydów w celu dodania krwi dziecka chrześcijańskiego do macy używanej w czasie Paschy. Wydarzenie to nie jest zgodne z prawdą historyczną, a co więcej nigdy nie mogło mieć miejsca, gdyż prawa judaizmu zabraniają spożywania krwi. Żydzi nie mogli dokonywać i nie dokonali mordów rytualnych. Z powodu podobnych oskarżeń byli często prześladowani i mordowani, jak to wydarzyło się również w Sandomierzu. Począwszy od XIII wieku papieże zabraniali rozpowszechniania tego rodzaju fałszywych zarzutów i bronili Żydów przed nimi.

## Nawiązania
Do historii sandomierskich oskarżeń o mord rytualny kierowanych wobec Żydów nawiązał Zygmunt Miłoszewski w powieści kryminalnej Ziarno prawdy. Na podstawie powieści w 2015 roku powstał film pod tym samym tytułem w reżyserii Borysa Lankosza. Film opowiada o śledztwie prokuratora Teodora Szackiego w sprawie morderstwa, podczas którego ze zwłok kobiety znalezionych przed sandomierską synagogą spuszczono krew, a narzędziem zbrodni były odnalezione na jej miejscu przedmioty używane w czasie ubojów rytualnych zwierząt.